# Montmaraud
Montmaraud (en francès Montmarault) és un municipi francès, situat al departament de l'Alier i a la regió d'Alvèrnia-Roine-Alps. L'any 2018 tenia 1.524 habitants.

## Demografia
La població ha evolucionat segons el següent gràfic: El 2007 hi havia 898 habitatges, 710 eren l'habitatge principal, 50 eren segones residències i 137 estaven desocupats. 719 eren cases i 178 eren apartaments.

## Economia
El 2007 la població en edat de treballar era de 861 persones, 615 eren actives i 246 eren inactives. Hi havia una cent-vintena d'establiments L'any 2000 hi havia 10 explotacions agrícoles que conreaven un total de 720 hectàrees.

## Persones
- Louis Diat, cuiner de l'hotel Ritz de Nova York, inventor de la sopa freda Vichyssoise.[5]